# マツダ・フレアクロスオーバー
フレア クロスオーバー（FLAIR CROSSOVER）は、マツダが販売するクロスオーバーSUVタイプの軽自動車である。

## 概要
スズキとの提携に基づく軽自動車車種で、フレアワゴン（パレット→スペーシアのOEM）、フレア（5代目ワゴンRのOEM）に次ぐ、マツダの軽トールワゴンブランドである「フレア」シリーズの第3弾に位置づけられる。ベース車は2013年12月24日にスズキから公式発表されたハスラーで、「個性的なデザインと軽ワゴンの優れた性能を併せ持った、全く新しいタイプの軽SUV」と位置づけられている。
マツダの軽クロスオーバーSUVとしては2005年に販売終了となったラピュタ（KeiのOEM）以来で、軽SUVモデルとしてもAZ-オフロード（ジムニーのOEM）以来の新車種となる。ラピュタ、AZ-オフロードとフレアクロスオーバーの棲み分けは、Kei、ジムニーとハスラーの関係と同様となっているが、AZ-オフロードは2014年3月をもって販売を終了している（OEM元のジムニーは製造・販売を継続しており、2018年7月に4代目へモデルチェンジされている）。

## 初代 MS31/41S型（2014年 - 2020年）

### 機構・メカニズム
エンジンはハスラーと同じで、自然吸気（NA）の「XG」と「XS」には吸排気VVTを搭載したR06A型を、「XT」には同じR06A型のインタークーラーターボエンジンをそれぞれ搭載する。
また、減速時にオルタネーターで発電した電力をアイドリングストップ車専用鉛バッテリーとリチウムイオンバッテリーに充電し、蓄えた電力を走行時に電装品に供給することで発電のために使用するガソリン消費量を最低限に抑える「エネチャージ」、アイドリングストップシステム、アイドリングストップシステム作動中にエアコンが送風運転に切り替わった際、冷房運転時に凍る蓄冷材を通すことで涼しい風を送ることができる「エコクール」を搭載したことで、優れた低燃費を実現し、全車「平成27年度燃費基準+20%」を達成した。2015年4月から新たに設けられた「平成32年度燃費基準」にも対応し、「XG」・「XS」は「平成32年度燃費基準+10%」、「XT」は「平成32年度燃費基準」をそれぞれ達成している。
2015年5月の一部改良でNA車が、同年12月の一部改良でターボ車が「エネチャージ」を「S-エネチャージ」に順次変更（S-エネチャージの搭載に伴い、排ガス記号がハイブリッドカーを示すDAAに、車両型式がMS41S型にそれぞれ変更し、主要燃費向上対策の項目にハイブリッドシステムが追加明記される）。新たに搭載されたISG（モーター機能付発電機）により、燃料消費が多くなる加速時にモーターアシストを行うことでエンジン負荷を軽減して燃費向上に貢献するとともに、アイドリングストップからの再始動時の静粛性や快適性を向上した。
さらに、安全装備として、デュアルカメラブレーキサポート（衝突被害軽減ブレーキ）、誤発進抑制機能、エマージェンシーストップシグナル、DSC&TCS（ハスラーのESPに相当）を標準装備するほか、4WD車にはヒルディセントコントロールとグリップコントロールも標準装備する。

### 歴史
- 2013年（平成25年）12月26日 - 公式発表、2014年（平成26年）1月31日販売開始[1]。
  - グレード体系は「XG（ハスラー「G」相当）」、「XS（同「X」相当）」、「XT（同「Xターボ」相当）」の3グレードを設定するが、ハスラーの「A」・「Gターボ」に相当するグレードは設定されないうえ、「XG」はCVT車のみの設定である（ハスラー「G」は5速MT車の設定もある）。ボディカラーは「アーバンブラウンパールメタリック[注釈 2]」がフレアクロスオーバーでは設定されないほか、「XS」・「XT」で設定できる2トーンカラーは、ホワイトルーフの「キャンディピンクメタリック[注釈 3]」、ブラックルーフの「パールホワイト」と「スチールシルバーメタリック[注釈 4]」もフレアクロスオーバーで設定されない違いがある。
  - 外観はエンブレム類の変更程度だが、「XG」はハスラー「G」ではセットオプション設定となっているディスチャージヘッドランプ（ハイ/ロービーム：オートレベリング機構付）、チルトステアリング、運転席シートリフター、アームレストボックス（フロント）が標準装備される。
- 2015年（平成27年）5月14日 - 一部改良[2]。
  - NA車の「XG」と「XS」において、フレア/フレアカスタムスタイル（後期型）の一部グレードに採用されている「S-エネチャージ」を新たに搭載するとともに、エンジンを従来の11.0から11.5へ高圧縮化し、吸気、排気系の見直しにより低中速域での動力性能と燃費性能を向上したことで燃費向上（2WD車:32.0 km/L、4WD車:30.4 km/L）し、「平成32年度燃費基準+20%」を達成した[注釈 5]。
  - また、ボディカラーの「パールホワイト（オプションカラー）」を「クリスタルホワイトパール（オプションカラー）」に変更した。
- 2015年（平成27年）12月18日 - 一部改良[3]。
  - NA車に続き、ターボ車の「XT」にも「S-エネチャージ」を搭載したことで燃費を向上し、「平成32年度燃費基準+10%」を達成した[注釈 6]。
  - 安全面も強化し、「XS」と「XT」はレーダーブレーキサポートから歩行者も認識可能なステレオカメラ方式のデュアルカメラブレーキサポートとなり、新たに車線逸脱警報機能、ふらつき警報機能、先行車発進お知らせ機能も追加した。
  - ボディカラーは「スチールシルバーメタリック（特別塗装色）」を廃止[注釈 7]する替わりに、ブラックルーフ仕様の「アクティブイエロー 2トーンカラー（特別塗装色）」を追加し[注釈 8]、ファブリックシート表皮のデザインも変更した。
  - その他、助手席シートヒーターを全車に、ステアリングオーディオスイッチを「XS」と「XT」にそれぞれ標準装備した。
- 2017年（平成29年）5月 - 仕様変更。「クリスタルホワイトパール」を「ピュアホワイトパール」に差し替えた（なお、フレアワゴンやキャロル（「パールホワイト」から差し替え）でも同様に差し替えられた）。
- 2018年（平成30年）11月16日 - 一部改良並びに特別仕様車「XGスペシャル」を発売[4]。
  - 「XS」と「XT」はバンパーガーニッシュ（フロント・リア）の形状や15インチアルミホイールのデザインが変更され、IRカット機能付フロントガラス+スーパーUV&IRカットフロントドアガラスが新たに標準装備。フレアに設定済みの「全方位カメラパッケージ」が新たに設定された（「XS」はメーカーオプション設定、「XT」は標準装備[注釈 9]）。なお、ハスラーのグレード体系が一部変更されたことに伴い、「XS」はハスラー「J」相当、「XT」は同「Jターボ」相当にそれぞれ変更されたが、フロントグリルの変更が無い（「XG」と同一デザイン）のため、ハスラーの「J」・「Jターボ」とフロントグリルのデザインが差別化されるようになった。
  - ボディカラーは2トーンカラーのバリエーションが一部変更となり、発売当初より設定されていた「パッションオレンジ[注釈 7]」と「サマーブルーメタリック」に替わり、黒ルーフ仕様の「ピュアホワイトパール[注釈 10]（「XS」・「XT」専用色）」と白ルーフ仕様の「クールカーキパールメタリック」が新たに設定され、モノトーンカラーの「ピュアホワイトパール」を「XG」専用色へ移行。インパネカラーパネルは「クールカーキパールメタリック（2トーンカラーを含む）」専用の「カーキ」が新たに設定され、他のボディカラー設定時のカラーは「ホワイト」から「アイボリー」へ変更。機能面ではデュアルカメラブレーキサポートを「XG」にも標準装備された。
  - 「XGスペシャル」はフレアクロスオーバーでは初となる特別仕様車で、2018年7月に発売されたハスラーの「タフワイルド」に準じているものの、一部のエンブレム類が未装着のため、フロントグリルやバックドアのデザインで違いがある。「XG」をベースに、外観はAピラーやルーフに加えてリアクォーターパネル・ドアミラー・アウタードアハンドルにもブラック塗装が施され、15インチスチールホイールをブラックメタリック塗装に変更。内装はカラーパネルを専用設定の「オフブルー」に変え、一部の装備にガンメタリック塗装が施され、シートは茶系色のレザー調素材と濃紺色のファブリックを組み合わせた専用シートを採用。「ナノイー」搭載フルオートエアコンとベース車では未設定の全方位モニター用カメラも標準装備[注釈 11]された。ボディカラーは全て特別設定の2トーンカラーで、「オフブルーメタリック[注釈 12]」、「ブリスクブルーメタリック[注釈 13]」、「スチールシルバーメタリック（オプションカラー）[注釈 14]」の3色が用意される（なお、ハスラー「タフワイルド」では設定されている「フェニックスレッドパール」と「アクティブイエロー」は未設定）。

### リコール
2017年（平成29年）6月、フロント車輪速センサーに水が侵入してショートすることで誤信号を発し、ABS、横滑り防止装置、衝突被害軽減ブレーキが働かないなどの恐れがあるとして、保証期間を延長して無償交換で対応することを発表した。

## 2代目 MS52/92S型（2020年 - ）

### 機構・メカニズム
NA車は2020年1月に商品改良されたフレア同様に、デュアルインジェクションシステムやクールドEGRを採用したR06D型へ換装（ターボ車はR06A型を踏襲）。併せて、CVTは軽量化と効率化が図られ、高速域でのハイギヤード化された。また、マイルドハイブリッドシステムも搭載された。WLTCモード走行による排出ガス及び燃料消費率（燃料消費率はJC08モード走行時も併記）に対応し、NA車は「平成30年排出ガス基準50%低減レベル（☆☆☆☆）」、ターボ車は「同25%低減レベル（☆☆☆）」認定をそれぞれ取得したが、ハスラー同様にNA車はJC08モード走行時の燃料消費率が低下したため、2WD車は「2020年度燃費基準+20%」達成、4WD車は「同+10%」達成となった。
安全装備が強化され、初代同様標準装備されているデュアルカメラブレーキサポートは夜間歩行者検知機能付に改良されたほか、一時停止の標識認識に対応した標識認識機能、後退時ブレーキサポート、リアパーキングセンサーが追加され、誤発進抑制機能は後退時にも対応。さらに、マツダの軽自動車で初となる全車速追従機能を備えたアダプティブクルーズコントロールや車線逸脱抑制機能も装備された。
4WD車は初代同様にグリップコントロールやヒルディセントコントロールに加え、雪道やアイスバーン等で過大なエンジントルクを最適化してタイヤの空転を抑制するとともに、30km/h以下ではスリップ輪全体にブレーキ制御も併用される「スノーモード」が装備された。

### 歴史
- 2020年（令和2年）1月29日 - フルモデルチェンジが発表された（2月27日発売）[6]。
  - グレード体系は初代の体系がそのまま踏襲されているが、前述のとおりマイルドハイブリッド化に伴い、「HYBRID XG（ハスラー「G」相当）」、「HYBRID XS（同「X」相当）」、「HYBRID XT（同「Xターボ」相当）」にそれぞれ改名された。初代同様、ハスラーの「Gターボ」に相当するグレードはフレアクロスオーバーでは設定されない。
  - ボディカラーはモノトーンは初代からクールカーキパールメタリックとブルーイッシュブラックパール3が踏襲され、初代では2018年11月の改良モデル以降「XG」専用色だったピュアホワイトパールは「HYBRID XS」・「HYBRID XT」でも設定が可能となり、初代の特別仕様車「XGスペシャル」に特別設定されていたオフブルーメタリックがモノトーンのカタログカラーへ格上げされる形で追加され4色設定となった。2トーンカラーは初代からホワイトルーフのアクティブイエローが踏襲され、フェニックスレッドパールはブラックルーフからガンメタリックルーフに変更。また、初代は未設定だったホワイトルーフのブリスクブルーメタリック、新色としてガンメタリックルーフのデニムブルーメタリックとバーミリオンオレンジが追加されて5色にそれぞれ拡大した。なお、初代同様、シフォンアイボリーメタリックとチアフルピンクメタリック ホワイト2トーンルーフ[注釈 15]はフレアクロスオーバーでは未設定となる。また、インテリアカラーはハスラーに準じている（デニムブルーメタリック 2トーンカラーとバーミリオンオレンジ 2トーンカラーはボディカラー連動、それ以外はグレーイッシュホワイト）ものの、ハスラーのように内装色の変更は不可となる。
  - メーカーオプションは全方位モニター用カメラパッケージのみ[注釈 16]となり、メモリーナビゲーションや安全装備関連のレス設定は未設定となる。
  - シリーズ車種の2代目フレアや3代目フレアワゴン同様にサイドフェンダーとリア右下に背景色が銀・文字色が青のマイルドハイブリッドエンブレムが装着され、リア左下に装着されている車名ロゴエンブレムが「Mazda Type」[7]に変更された。
- 2021年（令和3年）
  - 1月 - 仕様変更。カタロググレードのボディカラー体系が一部変更され、2トーンカラー（特別塗装色）のうち、ホワイトルーフ仕様のアクティブイエローとブリスクブルーメタリックの2色が廃止[注釈 17]され、ガンメタリックルーフ仕様の3色のみの設定となった。
  - 2月11日 - 特別仕様車「HYBRID XS SPECIAL」、「HYBRID XT SPECIAL」が発表された（3月8日発売）[8]。
    - 2020年11月に発売されたハスラーの特別仕様車「J STYLE」に準じるものの、初代の「XGスペシャル」同様に一部のエンブレム類が装着されないため、フロントフードやバックドアでデザインの違いがある。
    - 「HYBRID XS」・「HYBRID XT」をベースに、外観はルーフレール、メッキの専用意匠フロントグリルとフロントフォグランプガーニッシュが装備され、バンパーガーニッシュ（フロント・リア）をスチールシルバーメタリックに、ドアハンドルをメッキに変更。
    - 内装ではシート表皮をブラウン&ダークブルーのレザー調&ファブリックのコンビシートに、ドアトリムクロスをブラックのレザー調に、カラーガーニッシュ（ドアトリム・インパネ）とフロアコンソールトレイ（ドリンクホルダー付）をブルーイッシュシルバーに、インサイドドアハンドルをメッキにそれぞれ変更した。
    - 機能面では360°スーパーUV&IRカットガラスが特別装備され、フルオートエアコンに「ナノイー」を搭載。また、「HYBRID XS SPECIAL」には、ベースグレードではメーカーオプション設定となる全方位モニター用カメラパッケージも特別装備された[注釈 18]。
    - ボディカラーは2トーンカラーのみの設定となり、既存色であるガンメタリックルーフ仕様のデニムブルーメタリックに、特別設定色としてガンメタリック仕様のピュアホワイトパール（特別塗装色）と初代の2018年11月改良モデル以来の設定となるホワイトルーフ仕様のクールカーキパールメタリックを加えた3色が設定される。ただし、ハスラー「J STYLE」に設定されているフェニックスレッドパール ホワイト2トーン、ブルーイッシュブラックパール ホワイト2トーン、オフブルーメタリック ガンメタリック2トーン、シフォンアイボリーメタリック ガンメタリック2トーン、フェニックスレッドパール ガンメタリック2トーンの5色は未設定となる。
- 2022年（令和4年）
  - 5月23日 - 一部商品改良[9]。
    - 従来、ターボ車のみの装備だった全車速追従機能付ACCと車線逸脱抑制機能をNA車に、LEDヘッドランプを「HYBRID XG」[注釈 19]にそれぞれ拡大して全車標準装備となり、グレード別設定となる全方位モニター用カメラには狭路での接触防止をサポートするすれ違い支援機能を追加。「HYBRID XS」・「HYBRID XT」はフロントワイパーに時間調整機能が追加され、インパネにはUSBチャージャーが2つ装備された。
    - 「HYBRID XS」・「HYBRID XT」に設定の2トーンにおいてバンパーガーニッシュをルーフ同色に変更。ボディカラーはバーミリオンオレンジ[注釈 20]と入れ替えでピュアホワイトパールを追加した。
    - 特別仕様車「HYBRID XS SPECIAL」・「HYBRID XT SPECIAL」も一部商品改良を受け継続販売となり、ベースグレードに準じた改良に加え、フルオートエアコンに搭載の「ナノイー」を「ナノイーX」に強化し、インテリアカラーガーニッシュをチタニウムグレーに変更。ボディカラーは既存色をガンメタリックルーフ仕様のデニムブルーメタリック 2トーンカラーのみに絞り、新たな特別設定色として、ウッディブラウンルーフ仕様のシフォンアイボリーメタリック 2トーンカラーとソフトベージュルーフ仕様のアーバンブラウンパールメタリック 2トーンカラーが追加された。なお、ハスラーは「全方位モニター用カメラパッケージ」の設定が廃止されたが、フレアクロスオーバーは継続設定された。
- 2024年（令和6年）
  - 6月 - 一部仕様変更（公式発表なし）。
    - グレード名を初代モデルの「XG」・「XS」・「XT」に戻されるとともに、新グレードの「ZS」と「ZT」（ハスラーの「タフワイルド」と「タフワイルドターボ」に相当）が追加され、5グレードとなった。
    - 一部グレードはフルオートエアコンに「ナノイーX」が搭載され、360°スーパーUV&IRカットガラス、シートバックアッパーポケット（運転席・助手席）、USBチャージャー（Type-A、Type-C）なども装備された。
    - 「XS」・「XT」はメッキのフロントフォグランプガーニッシュが追加され、アウタードアハンドルをメッキ化。内装はシートがダークグレー（ファブリック&一部レザー調）に、インパネカラーガーニッシュがブラックパールにそれぞれ変更。「XG」は内装色がオフブルーとカーキベージュの2種類となった（ボディカラーによって設定が異なり、オフブルーメタリック又はブルーイッシュブラックパール3設定時はオフブルー内装、クールカーキパールメタリック又はピュアホワイトパール設定時はカーキベージュ内装となる）。
    - 「ZS」・「ZT」は専用意匠のフロントグリル、ランプガーニッシュ（ヘッド・リアコンビネーション）、カラードドアミラー、アウタードアハンドル、15インチアルミホイールがブラック（アルミホイールはブラックメタリック）で統一され、バンパーガーニッシュ（フロント・リア）は専用意匠に変更してメッキ化。ルーフレールが装備された。内装はシートがカーキステッチ付のグレー（ファブリック撥水加工）となり、インパネカラーガーニッシュにマットカーキが採用された。
    - ボディカラーはフェニックスレッドパール 2トーンカラーを廃止[注釈 21]、ピュアホワイトパール（特別塗装色）は2トーンカラーの設定が廃止され、モノトーンのみの設定に。デニムブルーメタリック 2トーンカラー（特別塗装色）は「XG」での設定を廃止[注釈 22]。「XS」と「XT」はオフブルーメタリックとクールカーキパールメタリックをベージュルーフの2トーンカラー（特別塗装色）へ変更[注釈 23]された。「ZS」・「ZT」はモノトーンは既存のクールカーキパールメタリックとブルーイッシュブラックパール3の2色。2トーンカラー（特別塗装色）は専用のブラックルーフとなり、オフブルーメタリックと新色のソフトベージュメタリックが設定される（ただし、ハスラー「タフワイルド」・「タフワイルド ターボ」に設定されているスチールシルバーメタリックとバーミリオンオレンジ ブラック2トーンはフレアクロスオーバーでは未設定となる）。
    - なお、「XG」を除くグレードにおいては、「HYBRID XS SPECIAL」、「HYBRID XT SPECIAL」の場合同様に一部のエンブレムが装着されないため、フロントフードやバックドア（バックドアは「ZS」・「ZT」のみ）でデザインの違いがある。